# Князевка (Молчановський район)
Кня́зевка (рос. Князевка) — присілок у складі Молчановського району Томської області, Росія. Входить до складу Тунгусовського сільського поселення.

## Населення
Населення — 5 осіб (2010; 7 у 2002).
Національний склад (станом на 2002 рік):
- росіяни — 100 %